# UFC Fight Night: Rockhold vs. Bisping
UFC Fight Night: Rockhold vs. Bisping（ユーユーエフシー・ファイトナイト：ロックホールド・バーサス・ビスピン、別名UFC Fight Night 55）は、アメリカ合衆国の総合格闘技団体「UFC」の大会の一つ。2014年11月8日、オーストラリア・ニューサウスウェールズ州シドニーのオールフォンズ・アリーナで開催された。

## 大会概要
本大会ではルーク・ロックホールドとマイケル・ビスピンによるミドル級ワンマッチが組まれた。
キャリア7戦全勝のダニエル・ケリーがUFCデビュー。

### カード変更
負傷などによるカードの変更は以下の通り。
- パトリック・ウィリアムズ → マーカス・ブリメージ（第1試合）

- ニール・シーリー → ルイス・スモルカ（第4試合）

- ダニエル・オミェランチェク → ウォルト・ハリス（第8試合）

- リチー・ヴァキュリク vs. レイ・ボーグ → ボーグの負傷により中止

- マーク・エディーヴァ vs. マイク・デ・ラ・トアー → 両者の負傷により中止

- アルジャメイン・ステアリング vs. フランキー・サエンズ → サエンズの負傷により中止

## 試合結果

### プレリミナリーカード
第1試合 バンタム級ワンマッチ 5分3R
○  マーカス・ブリメージ  vs.  ジュマビエク・トゥアスン ×
1R 2:58 KO（左ハイキック）
第2試合 ミドル級ワンマッチ 5分3R
○  ダニエル・ケリー vs.  ルーク・ザフリッチ ×
1R 4:27 キムラロック
第3試合 ウェルター級ワンマッチ 5分3R
○  クリス・クレメンツ vs.  ヴィク・グルジック ×
1R 4:06 TKO（スタンドパンチ連打）
第4試合 フライ級ワンマッチ 5分3R
○  ルイス・スモルカ vs.  リチー・ヴァキュリク ×
3R 0:18 KO（左サイドキック→パウンド）
第5試合 ウェルター級ワンマッチ 5分3R
○  サム・アルビー vs.  ディラン・アンドリュース ×
1R 2:16 KO（マウントパンチ）
第6試合 ライトヘビー級ワンマッチ 5分3R
○  アンソニー・ペロシュ vs.  グトー・イノセンチ ×
1R 3:46 リアネイキドチョーク
第7試合 ライト級ワンマッチ 5分3R
○  ジェイク・マシューズ vs.  ヴァグネル・ホシャ ×
2R 1:52 TKO（リアネイキドチョーク）

### メインカード
第8試合 ヘビー級ワンマッチ 5分3R
○  ソア・パラレイ vs.  ウォルト・ハリス ×
2R 4:49 TKO（パウンド）
第9試合 ミドル級ワンマッチ 5分3R
○  ロバート・ウィテカー vs.  クリント・ヘスター ×
2R 2:43 TKO（膝蹴り→パウンド）
第10試合 ライト級ワンマッチ 5分3R
○  アル・アイアキンタ vs.  ロス・ピアソン ×
2R 1:39 TKO（スタンドパンチ連打）
第11試合 ミドル級ワンマッチ 5分5R
○  ルーク・ロックホールド vs.  マイケル・ビスピン ×
2R 0:57 ギロチンチョーク

### 各賞
ファイト・オブ・ザ・ナイト： ロバート・ウィテカー vs. クリント・ヘスター
パフォーマンス・オブ・ザ・ナイト： ルーク・ロックホールド、ルイス・スモルカ
各選手にはボーナスとして5万ドルが支給された。